# 15 ديسمبر
- السبت
- الأحد
- الاثنين
- الثلاثاء
- الأربعاء
- الخميس
- الجمعة

- 298 جمادى الآخرة 1447  هـ
- 309 جمادى الآخرة 1447  هـ
- 110 جمادى الآخرة 1447  هـ
- 211 جمادى الآخرة 1447  هـ
- 312 جمادى الآخرة 1447  هـ
- 413 جمادى الآخرة 1447  هـ
- 514 جمادى الآخرة 1447  هـ
- 615 جمادى الآخرة 1447  هـ
- 716 جمادى الآخرة 1447  هـ
- 817 جمادى الآخرة 1447  هـ
- 918 جمادى الآخرة 1447  هـ
- 1019 جمادى الآخرة 1447  هـ
- 1120 جمادى الآخرة 1447  هـ
- 1221 جمادى الآخرة 1447  هـ
- 1322 جمادى الآخرة 1447  هـ
- 1423 جمادى الآخرة 1447  هـ
- 1524 جمادى الآخرة 1447  هـ
- 1625 جمادى الآخرة 1447  هـ
- 1726 جمادى الآخرة 1447  هـ
- 1827 جمادى الآخرة 1447  هـ
- 1928 جمادى الآخرة 1447  هـ
- 2029 جمادى الآخرة 1447  هـ
- 211 رجب 1447  هـ
- 222 رجب 1447  هـ
- 233 رجب 1447  هـ
- 244 رجب 1447  هـ
- 255 رجب 1447  هـ
- 266 رجب 1447  هـ
- 277 رجب 1447  هـ
- 288 رجب 1447  هـ
- 299 رجب 1447  هـ
- 3010 رجب 1447  هـ
- 3111 رجب 1447  هـ
- 112 رجب 1447  هـ
- 213 رجب 1447  هـ

15 ديسمبر أو 15 كانون الأوَّل أو يوم 15 \ 12 (اليوم الخامس عشر من الشهر الثاني عشر) هو اليوم التاسع والأربعين بعد الثلاثمائة (349) من السنة، أو الخمسين بعد الثلاثمائة (350) في السنوات الكبيسة، وفقًا للتقويم الميلادي الغربي (الغريغوري). يبقى بعده 16 يومًا على انتهاء السنة.

## أحداث
- 687 - سرجيوس الأول ينتخب بابا للكنيسة الكاثوليكية.
- 1256 - هولاكو خان يستولي على معقل الحشاشين في ألموت ويدمر قلعتهم.
- 1467 - أسطفان الكبير يهزم ملك المجر متياس كورفن، والذي أصيب ثلاث مرات في معركة بايا.
- 1612 - عالم الفلك الألماني سيمون ماريوس يتمكن من رصد مجرة المرأة المسلسلة من خلال المنظار لأول مرة.
- 1791 - بدء الدراسة في أول مدرسة للقانون أو كلية حقوق في الولايات المتحدة وذلك في جامعة بنسلفانيا.
- 1794 - الثورة الفرنسية تلغي محكمة الثورة التي تولت محاكمة رموز العهد الملكي في السنوات الأولى للثورة.
- 1814 - بدء اجتماعات مؤتمر هارتفورد في هارتفورد، بولاية كونيتيكت الأمريكية.
- 1914 - الجيش الصربي يستعيد بلغراد من الجيش النمساوي المجري.
- 1918 - المؤتمر اليهودي العالمي يعقد أول مؤتمر له في الولايات المتحدة.
- 1931 - توقيع معاهدة بين المملكة المتوكلية اليمنية والمملكة العربية السعودية وتمت الموافقة عليها في يناير 1932.
- 1945 - الجنرال دوغلاس ماكارثر يأمر بإلغاء الشنتو كدين رسمي في اليابان وذلك أثناء الاحتلال الأمريكي للبلاد.
- 1946 - القوات الإيرانية المدعومة من الولايات المتحدة تسقط جمهورية مهاباد وتضع حدًا للأزمة القائمة.
- 1952 - إجراء أول جراحة لتغيير جنس إنسان في العالم وكانت للدنماركي «جورج يورجنسن»، والذي تحول إلى «كريستين يورجنسن».
- 1954 - توقيع ميثاق مملكة الأراضي المنخفضة.
- 1955 - تأسيس الجامعة الليبية في بنغازي، لتكون أول جامعة في ليبيا.
- 1973 -
  - الجمعية الأمريكية للأطباء النفسيين تصوت 13–0 لإزالة المثلية الجنسية من اللائحة الرسمية للاضطرابات النفسية والدليل التشخيصي والإحصائي للاضطرابات النفسية.
  - وزير الخارجية الأميركي هنري كيسنجر يزور دمشق للمرة الأولى، تبعتها زيارات أخرى ضمن جولات مكوكية بين سوريا وإسرائيل انتهت بالتوصل إلى اتفاقية فض الاشتباك بين الجانبين في أيار 1974.
- 1991 - وقوع حادث العبارة سالم إكسبريس في البحر الأحمر مما أسفر عن غرق أكثر من 450 شخص.
- 1993 - رئيس وزراء المملكة المتحدة جون ميجور ورئيس وزراء أيرلندا الشمالية ألبرت رينولدز يصدران ما عرف باسم «إعلان داوننغ ستريت» الذي يعترف بحق سكان أيرلندا الشمالية في تقرير المصير.
- 1994 - بالاو تنضم إلى منظمة الأمم المتحدة.
- 1995 - تدشين محرك البحث ألتا فيستا.
- 1998 - الرئيس الجزائري اليمين زروال يعين إسماعيل حمداني رئيسًا للحكومة.
- 2000 - إيقاف المفاعل الثالث في مفاعل تشرنوبل.
- 2001 - إعاده افتتاح برج بيزا المائل بعد 11 سنة من الإغلاق والصيانة بتكلفة بلغت 27 مليون دولار أمريكي من دون إيقاف ميلان البرج.
- 2004 - سعد الفقيه يدعو لمظاهرات واعتصامات في السعودية تعبيرًا لمعارضته لنظام الحكم فيها.
- 2006 - أول رحلة للوكهيد مارتن إف-35 لايتنيغ الثانية.
- 2009 - اختتام أعمال الدورة الثلاثين للقمة الخليجية في الكويت بالاتفاق على تشكيل قوة مشتركة للتدخل السريع لمواجهة الأخطار الأمنية ووضع جدول زمني للوحدة النقدية الخليجية وإنشاء مجلس نقدي مشترك.
- 2010 - مجلس الأمن الدولي يتخذ قرارًا بإنهاء غالبية العقوبات التي كان فرضها على العراق أبان عهد الرئيس السابق صدام حسين.
- 2011 - إنزال العلم الأمريكي في العراق إيذانًا بانتهاء الوجود الأمريكي فيه والذي استمر قرابة تسعة أعوام وذلك بحضور وزير الدفاع الأمريكي ليون بانيتا.
- 2012 -
  - المصريون يتوجهون لصناديق الاقتراع للمشاركة في الجولة الأولى من الاستفتاء على الدستور الجديد وسط انقسام حوله.
  - مقتل العقيد يوسف الجادر أحد قادة الجيش السوري الحر، أثناء المعارك مع قوات الجيش السوري حول مدرسة المشاة قرب حلب.
- 2013 - تشيع جثمان الرئيس السابق لجنوب أفريقيا نيلسون مانديلا بعد عشرة أيام من وفاته.
- 2013 - فشل الانقلاب العسكري في جنوب السودان واندلاع الحرب الأهلية في البلاد.
- 2014 -
  - قيام رجل مسلح باحتجاز عدد من الرهائن في مقهى بمدينة سيدني بأستراليا.
  - سقوط معسكر وادي الضيف جنوب محافظة إدلب بأيدي قوات المعارضة السورية بقيادة جبهة النصرة.
- 2015 - الإعلان عن تشكيل حلف عسكري بِقيادة السُعوديَّة تحت مُسمَّى التحالف الإسلامي العسكري لِمُكافحة الإرهاب.
- 2016 -
  - اغتيال مهندس الطيران التونسي محمد الزواري في مدينة صفاقس، والذي كان قد عمل على تطوير طائرات بدون طيار وتصنيعها لصالح كتائب القسام التابعة لحركة حماس، ويُرجح أن يكون الموساد الإسرائيلي هو من يقف وراء عملية الاغتيال.
  - بدء إجلاء الآلاف من مقاتلي المعارضة السورية والمدنيين من آخر أحياء حلب الشرقية المحاصرة بموجب صفقة تم التوصل إليها برعاية روسية وتركية، وتضمنت أيضاً إجلاء مدنيين من قريتي الفوعة وكفريا المحاصرتين من قبل قوات المعارضة في محافظة إدلب.
- 2019 - مقتل ستة أفراد على الأقل واعتقال آخرين في احتجاجات ضد تعديل قانون المواطنة في الهند بسبب التمييز الديني.

## مواليد
- 37 - نيرون، خامس الأباطرة الرومان.
- 130 - لوسيوس أورليوس فيروس، إمبراطور روماني.
- 1447 - ألبرت الرابع، دوق بافاريا.
- 1789 - كارلوس سوبليت، جنرال وسياسي فنزويلي، والرئيس الحادي عشر لبلاده.
- 1832 - غوستاف إيفل، معماري فرنسي.
- 1852 - هنري بيكريل، عالم فيزياء فرنسي حاصل على جائزة نوبل في الفيزياء عام 1903.
- 1859 -
  - لودفيك زامنهوف، مخترع لغة الإسبرانتو.
  - نجيب إبراهيم طراد، صفحي ومترجم لبناني عثماني.
- 1860 - نيلس فينسن، طبيب دنماركي حاصل على جائزة نوبل في الطب عام 1903.
- 1861 - بير إفيند سفينهوفد، رئيس فنلندا الثالث.
- 1891 - أبو عبد الله الزنجاني، فقيه شيعي وأستاذ جامعي إيراني.
- 1907 - أوسكار نيماير، معماري برازيلي.
- 1910 - علوية جميل، ممثلة مصرية.
- 1916 -
  - خضر التوني، رياضي مصري.
  - موريس ويلكنز، عالم فيزياء نيوزلندي حاصل على جائزة نوبل في الطب عام 1962.
- 1918 - عفيفة الحصني، مدرسة وشاعرة سورية.
- 1920 - جمال البنا، مفكر إسلامي مصري.
- 1923 - فريمان دايسون، عالم رياضيات وفيزياء نظرية أمريكي.
- 1925 -
  - كيسي روجرز، ممثلة أمريكية.
  - موشيه ساسون، ثاني سفير لإسرائيل في مصر.
- 1933 - غريغوريوس الثالث لحام، رجل دين مسيحي سوري وبطريرك كنيسة الروم الملكيين الكاثوليك.
- 1934 - عبد الله يوسف أحمد، رئيس الصومال.
- 1939 - إنعام سالوسة، ممثلة مصرية.
- 1942 -
  - تحسين شردم، عسكري أردني.
  - كاتلين بلانكو، سياسية أمريكية.
  - مايك سمربي، لاعب كرة قدم إنجليزي.
- 1943 - الأميرة فادية، ابنة فاروق الأول ملك مصر.
- 1944 - ميلان زيفادينوفيتش، لاعب كرة قدم صربي
- 1945 - سلمى بكار، مخرجة تونسية.
- 1946 - بيت شريفرز، لاعب كرة قدم هولندي.
- 1948 - عبلة الكحلاوي، داعية إسلامية مصرية.
- 1949 - دون جونسون، ممثل أمريكي.
- 1950 - محمد عبد العاطي، مجند مصري لقب بصائد الدبابات.
- 1951 - جوي جوردان، لاعب ومدرب كرة قدم اسكتلندي.
- 1952 - ألان سيمونسن، لاعب ومدرب كرة قدم دنماركي.
- 1963 - هيلين سلاتر، ممثلة أمريكية.
- 1966 - هيكتور فيرغارا، حكم كرة قدم كندي.
- 1969 - مبارك الحسنات، قائد فلسطيني
- 1971 - نجاتي شاشماز، ممثل تركي.
- 1972 - خالد الرويحي، لاعب كرة قدم سعودي.
- 1974 - مريم علي، ممثلة سورية.
- 1976 - بايشونغ بهوتيا، لاعب كرة قدم هندي.
- 1977 - محمد أوريليو، لاعب كرة قدم تركي.
- 1979 - آدم برودي، ممثل أمريكي.
- 1980 - جي منغي، لاعب كرة قدم صيني.
- 1981 -
  - حسام غالي، لاعب كرة قدم مصري.
  - نجوى بيليزل، مغنية فرنسية من أصل مغربي.
  - رومان بافليوتشينكو، لاعب كرة قدم روسي.
  - كاو يانغ، لاعب كرة قدم صيني.
- 1982 - ماتياس ديلغادو، لاعب كرة قدم أرجنتيني.
- 1983
  - زلاتان ليوبييانكيتش، لاعب كرة قدم سلوفيني.
  - رينيه رومان، لاعب كرة قدم إسباني.
- 1984 - مارتين شكرتيل، لاعب كرة قدم سلوفاكي.
- 1986 - كيلور نافاس، حارس مرمى كرة قدم كوستاريكي.
- 1988 - رحمة حسن، ممثلة مصرية.
- 1989 - لمار، ممثلة سعودية.
- 1990 - لافانيا تريباثي، ممثلة هندية.
- 1994 - إيما لوكهارت، ممثلة أمريكية.

## وفيات
- 1025 - باسيل الثاني، إمبراطور بيزنطي.
- 1072 - ألب أرسلان، سلطان سلجوقي.
- 1161 - وان يان ليانغ، إمبراطور من سلالة جين.
- 1574 - سليم الثاني، سلطان عثماني.
- 1625 - محمد حجازي الواعظ، عالم مسلم مصري.
- 1675 - يوهانس فيرمير، رسام هولندي.
- 1819 - دانيال رذرفورد، طبيب اسكتلندي.
- 1917 - فلاديمير بروخوروفيتش أماليسكي، عالم أحياء قديمة روسي.
- 1958 - فولفغانغ باولي، عالم فيزياء نمساوي حاصل على جائزة نوبل في الفيزياء عام 1945.
- 1966 - والت ديزني، منتج ومدير رسوم متحركة أمريكي ومؤسس شركة والت ديزني.
- 1979 - حبيب الله منطقي، شاعر إيراني.
- 1993 - زينب صدقي، ممثلة مصرية.
- 2004 - جميل الأسد سياسي سوري، وعم الرئيس بشار الأسد.
- 2008 - حسيب بن عمار، سياسي تونسي.
- 2011 ـ كريستوفر هيتشنز، كاتب وصحافي أمريكي.
- 2015 - لوتشيو جيلي، ممول إيطالي وزعيم ماسوني.
- 2016 - محمد الزواري، مهندس طيران تونسي.
- 2024 - نبيل الحلفاوي، ممثل مصري.

## أعياد ومناسبات
- يوم زامنهوف عند حركة الإسبرانتو تكريمًا لمخترعها لودفيك زامنهوف.

## وصلات خارجية
- وكالة الأنباء القطريَّة: حدث في مثل هذا اليوم.
- النيويورك تايمز: حدث في مثل هذا اليوم.
- BBC: حدث في مثل هذا اليوم.